# ادوارد پرسکات
ادوارد پرسکات  (به انگلیسی: Edward C. Prescott) (زاده ۲۶ دسامبر ۱۹۴۰ – درگذشته ۶ نوامبر ۲۰۲۲) از برجسته‌ترین اقتصاددان آمریکایی بود. او و فین کیدلند در سال ۲۰۰۴ به خاطر مشارکت علمی‌اشان در اقتصاد کلان پویا: ناسازگاری زمانی سیاست‌های اقتصادی و نیروهای پیشران در پس ادوار تجاری، موفق به دریافت جایزه نوبل اقتصاد شدند.

## تولد و تحصیل
ادوارد پرسکات در سال ۱۹۴۰ در گلنزفالز در نیویورک متولد شد. او مدرک لیسانس خود را در سال ۱۹۶۲ از کالج سوارثمور و در رشته‌ی ریاضی دریافت کرد. پرسکات کارشناسی‌ارشد خود را در تحقیق در عملیات مؤسسه تکنولوژی کاس به سال ۱۹۶۰ و دکترای خود را در سال ۱۹۶۷ از دانشگاه کارنگی ملون به پایان رساند.

## عملکرد آکادمیک
پرسکات بین سال‌های ۱۹۶۶ تا ۱۹۷۱ به عنوان استادیار در دانشگاه پنسیلوانیا فعالیت داشته است. او از سال ۱۹۷۱ تا ۱۹۸۰ به عنوان استادیار، دانشیار و استاد در دانشگاه کارنگی ملون حضور داشته است. او به عنوان استاد بین سال‌های ۱۹۸۰ تا ۲۰۰۳ در دانشگاه مینه‌سوتا به فعالیت علمی اقدام کرد و از سال ۲۰۰۳ به دانشگاه ایالتی آریزونا پیوست.

## نظریات و رویکرد علمی
پرسکات به واسطه فعالیت در حوزه دلالت‌های عقلایی و توسعه تئوری تعادل عمومی دینامیک و تصادفی شناخته شده است. او به طور وسیع از پیشروی رویکرد ادوار تجاری حقیقی به موضوع نوسانات اقتصادی طرفداری کرده است.

## آثار علمی
کتاب «روش‌های بازگشتی در اقتصاد پویا» یکی از برجسته‌ترین آثار پرسکات به حساب می‌آید که در سال ۱۹۸۹ توسط انتشارات هاروارد به چاپ رسیده است.